# プエブロ郡 (コロラド州)
プエブロ郡（英: Pueblo County）は、アメリカ合衆国コロラド州にある郡である。人口は16万8162人（2020年）。郡庁所在地は、プエブロである。

## 地理
アメリカ合衆国統計局によると、この郡は総面積6,210 km2 (2,398 mi2) である。このうち6,187 km2 (2,389 mi2) が陸地で23 km2 (9 mi2) が水地域である。総面積の0.38%が水地域となっている。

### 隣接する郡
- エルパソ郡 (北)
- リンカーン郡 (北東)
- クウーリー郡 (東)
- オテロ郡 (東)
- ラスアニマス郡 (南)
- ヒューファノ郡 (南西)
- カスター郡 (西)
- フレモント郡 (北西)

## 人口動勢

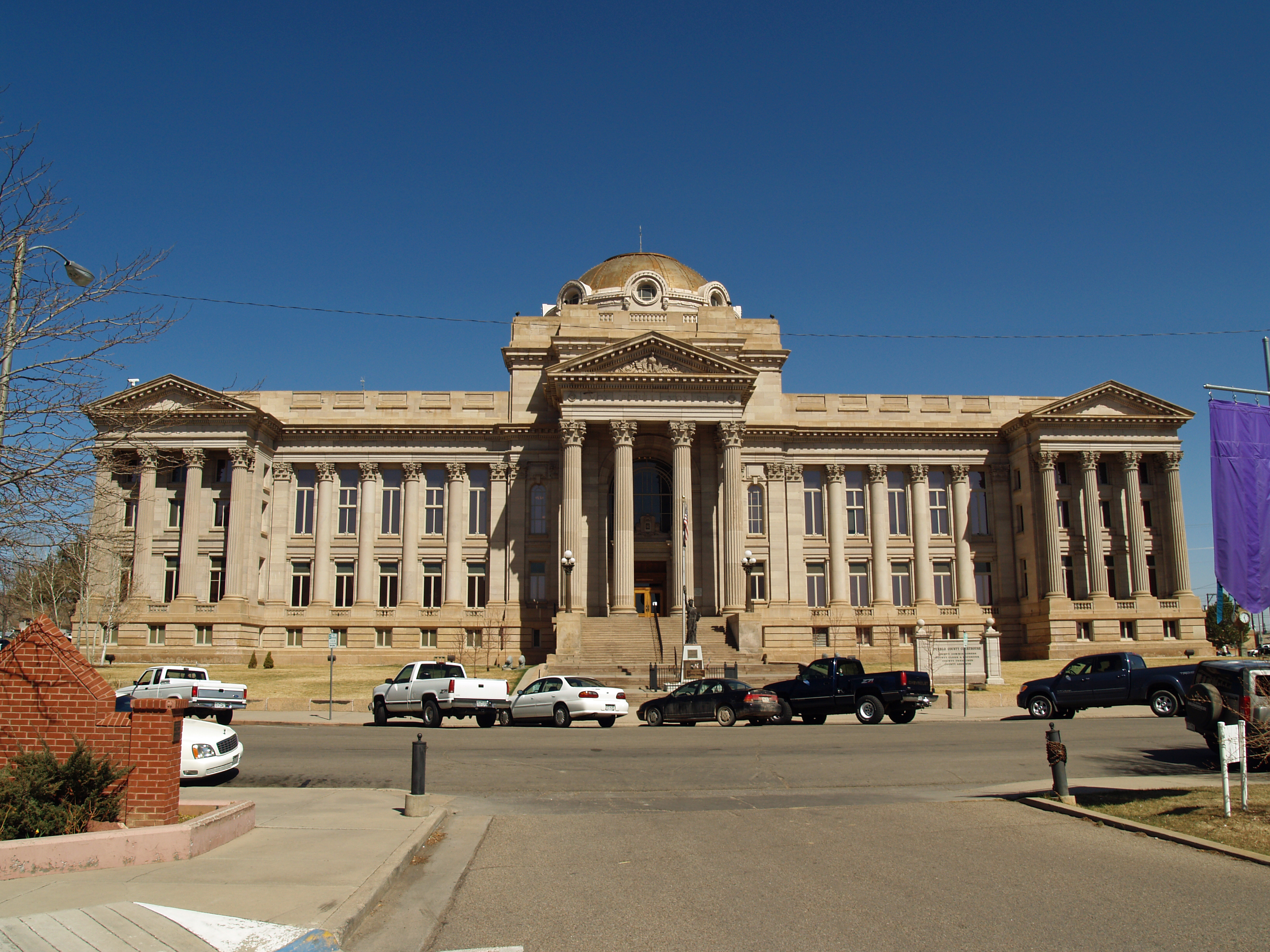
プエブロにあるプエブロ郡庁舎

2000年の国勢調査で、この郡は人口141,472人、54,579世帯、及び37,332家族が暮らしている。人口密度は23/km2 (59/mi2) である。10/km2 (25/mi2) の平均的な密度に58,926軒の住宅が建っている。この郡の人種的な構成は白人79.47%、アフリカン・アメリカン1.90%、先住民1.59%、アジア0.65%、太平洋諸島系0.07%、その他の人種12.93%、及び混血3.38%である。この人口の37.97%はヒスパニックまたはラテン系である。
54,579世帯のうち、31.50%が18歳未満の子供と一緒に生活しており、50.10%は夫婦で生活している。13.30%は未婚の女性が世帯主であり、31.60%は家族以外の住人と同居している。26.60%は独身の居住者が住んでおり、11.10%は65歳以上で独身である。1世帯の平均人数は2.52人であり、家庭の場合は、3.04人である。

2000年国勢調査に基づくコロラド州プエブロ郡の人口ピラミッド

この郡内の住民は25.80%が18歳未満の未成年、18歳以上24歳以下が9.40%、25歳以上44歳以下が27.20%、45歳以上64歳以下が22.40%、及び65歳以上が15.20%にわたっている。中央値年齢は37歳である。女性100人ごとに対して男性は95.80人である。18歳以上の女性100人ごとに対して男性は92.50人である。
この郡の世帯ごとの平均的な収入は32,775米ドルであり、家族ごとの平均的な収入は40,130米ドルである。男性は31,514米ドルに対して女性は22,967米ドルの平均的な収入がある。この郡の一人当たりの収入 (per capita income) は17,163米ドルである。人口の14.90%及び家族の11.20%は貧困線以下である。全人口のうち18歳未満の19.70%及び65歳以上の8.70%は貧困線以下の生活を送っている。

## 市町村
市
- プエブロ（郡庁所在地）

町
- ブーン (Boone)
- ライ (Rye)

国勢調査指定地域
- アヴォンデール (Avondale)
- ベウラヴァレー (Beulah Valley)
- コロラドシティ (Colorado City)
- プエブロウェスト (Pueblo West)
- ソルトクリーク (Salt Creek)